# 榮光世
榮光世，原名景熙，江蘇省常州府無錫縣人，清朝政治人物。同進士出身。
光緒二年（1876年），參加丙子恩科會試，得貢士第245名。殿試登進士3甲第15名。同年五月（6月3日），著分六部學習。